# Catedral basílica de la Asunción (Covington)
La Catedral Basílica de la Asunción (en inglés: Cathedral Basilica of the Assumption) se localiza en la ciudad de Covington, en Kentucky, se trata de una basílica menor en los Estados Unidos. La catedral fue iniciada por el tercer obispo de la diócesis de Covington, Camillus Paul Maes, en 1894. El proyecto de la catedral fue terminado en 1915, aunque está incompleta, incluso hasta nuestros días. El exterior está inspirado en la catedral de Notre Dame de París.
El interior fue hecho siguiendo el modelo de la basílica de Saint-Denis en Francia. La reciente restauración de la catedral ganó un Premio de Preservación de 2002 de la Asociación de Conservación de Cincinnati.